# Orientalium dignitas
Orientalium dignitas  est une lettre apostolique du pape Léon XIII concernant les Églises catholiques orientales. Signée le 30 novembre 1894 et envoyée à tous les diocèses de l’Église catholique, cette lettre redonne visibilité et confirme l’autonomie des Églises catholiques orientales au sein de l’Église universelle. Elle confirme les droits de ces Églises et interdit toute forme de latinisation de leur liturgie ou 'romanisation' de leur droit et coutumes. Elle encourage les catholiques orientaux à rester fidèles à leurs traditions ancestrales. Pour les y aider le pape étend l’autorité (et juridiction) du patriarche melkite à l’ensemble du territoire de l’Empire ottoman. 
Le pape Léon XIII écrit que les anciens rites orientaux témoignent de l’apostolicité de l’Église catholique [universelle], que leur diversité, parfaitement compatible avec l'unicité de la foi chrétienne, est elle-même témoignage à l’unité de l’Église du Christ et que de plus ils ajoutent à sa dignité et son prestige. L’Église catholique ne possède pas un rite unique mais elle embrasse tous les anciens rites liturgiques de la tradition chrétienne. Son unité ne consiste pas en une uniformité mécanique mais au contraire dans la diversité informée par le principe vivifiant du Christ.
La lettre apostolique rappelle que les décisions prises, par Benoît XIV dans sa lettre apostolique Demandatam du 24 décembre 1743 (adressée aux autorités de l’Église melkite) sont toujours valides, même si les circonstances historiques changeantes ont pu faire croire qu’elles étaient tombées en désuétude. 
Tout en les rappelant Léon XIII ‘déclare et décrète’ que les décisions de Benoît XIV, qui concernaient les chrétiens grecs melkites, s’étendent désormais à toutes les Églises de rite oriental.